# Га-Махане га-мамлахті
Га-Махане га-мамлахті (івр. המחנה הממלכתי) — ізраїльський політичний альянс (виборчий блок), об'єднання партій «Кахоль-лаван» Бені Ґанца та «Тіква Гадаша» Ґідеона Саара, а також колишнього начальника генштабу Армії оборони Ізраїлю Ґаді Айзенкота. Лідером блоку став Бені Ґанц, на другому місці Ґідеон Саар. Альянс брав участь у виборах у кнесет у 2022 році.
Заявлена мета блоку — створення уряду єдності центристського толку. Лідери альянсу заявляють, що зможуть вирішити політичну кризу в Ізраїлі[en], а також запобігти загрозам перетворення Ізраїлю на двонаціональну державу.
21 серпня 2022 року партії «Єш Атід» і «Га-Махане га-мамлахті» підписали угоду про залишкові голоси.